# برروس غرين (تشيشير)
برروس غرين (بالإنجليزية: Barrow's Green)‏ هي قرية تقع في المملكة المتحدة في شمال غرب إنجلترا.